# 주역전의대전
주역전의대전(周易傳義大全)은 명나라 영락제 성조(成祖)의 칙명으로 호광(胡廣) 등이 1415년에 편찬한 《오경대전(五經大全)》중의 하나이다. 2019년 12월 5일 서울특별시의 유형문화재 제455호로 지정되었다.

## 지정 사유
《주역전의대전》(周易傳義大全)은 명나라 영락제 성조(成祖)의 칙명으로 호광(胡廣) 등이 1415년에 편찬한 《오경대전(五經大全)》중의 하나이다. 본 대상본은 「주역(周易))」에 대한 여러 주석을 모아 편찬한 책으로 총 24권 중 권23∼24에 해당하는 마지막 권 1책이다. 명나라 영락제의 하명으로 간행되어 우리나라에 반사된 중국본을 저본으로 번각한 목판본에 해당된다. 권말에 선덕 정미(宣德丁未, 1427)년간에 변계량(卞季良, 1369∼1430)이 쓴 발문이 붙어 있어 판본사적으로 중요한 의미가 있다.
조선 세종대왕이 명나라 영락제 성조의 기증을 받은 동시에 국내에 널리 유포하기 위해서 경상감사 최부(崔府), 전라감사 심도원(沈道源), 강원감사 조정생(趙從生)에게 명하여 이를 판각해서 책판을 주자소로 올리게 하여 인출하였다. 조선시대 세종년간 한양의 주자소에서 인출된 공간적 역사성과 관련한 문화재로 가치가 있으므로 이를 지정한다.

## 조사 보고서
《주역전의대전(周易傳義大全)》은 명나라 영락제 성조(成祖)의 칙명으로 호광(胡廣) 등이 1415년에 편찬한 《오경대전(五經大全)》중의 하나이다. 《주역》은 동양에서 가장 오래된 유가 경전의 하나로 가장 난해한 글에 해당하며, 전국(戰國) 내지 진한대(秦漢代)의 저작으로 한 두 사람의 저작은 아니다. 주희(朱熹)가 「역경(易經)」이라 이름하여 숭상한 이래로 오경의 으뜸으로 인식되어 왔으며, 내용은 크게 「역경(易經)」과 「역전(易傳)」의 두 부분으로 구성되어 있다. 《십삼경주소(十三經注疏)》에서는 위대(魏代)에 왕필(王弼, 226-249)이 주를 달고, 당대(唐代) 공영달(孔穎達, 574-648)이 소를 가한 《역경(易經)》을 으뜸으로 보고 있다.
본 대상본은 《주역》(周易)에 대한 여러 주석을 모아 편찬한 책으로 총 24권으로 되어 있는데, 이 책은 그 중 권23∼24에 해당하는 마지막 권 1책으로 서명은 《周易傳義大全》으로 되어 있다. 명나라 영락제의 하명으로 간행되어 우리나라에 반사된 중국본을 저본으로 번각한 목판본에 해당된다.
형태적 특징을 살펴보면, 변란은 사주쌍변(四周雙邊)으로 반곽(半郭)의 크기는 24.4 x 16.6cm이다. 반엽을 기준으로 모두 10행로 되어 있으며, 한 행에는 22자씩 배자되어 있다. 주(註)는 두줄로 인쇄되어 있고, 판면에는 계선이 분명하게 보이는 유계(有界)이고, 본문과 주해문(註解文)에는 권점(圈點)으로 표점(標點)이 인쇄되어 있어 강독에 편의를 주고 있다. 접힌 중앙의 판심부에는 대흑구(大黑口)가 상하에 위치해 있고, 그 사이로 상하 양쪽에 내향으로 흑어미(黑魚尾)가 나타나 있다. 책 크기는 31.5 x 20.5cm이다. 권23은 47장으로 구성되어 있는데, 장33과 장34는 보사(補寫)되어 있고, 장35는 빈종이이다. 그리고 권24 역시 47장으로 되어 있는데, 장34는 보사되어 있으며, 장35는 결장되어 있다. 후대에 담황색 표지에 새로운 실로 개장했으며, 종이는 닥종이로 간혹 고정지(藁精紙)가 섞여 있다.v
정문을 먼저 수록하고, 주문은 줄을 바꾸고 전(傳)과 본의(本義)를 구분해서 수록하였으며, 특이한 점은 변란 상단에 두주가 있는데 언제 누가 묵서한 것인지는 정확하지 않으며 국한문혼용으로 필사되어 있다. 명나라 국자감에서 간행된 판본을 저본으로 복각하였기 때문에 <영락대전(永樂大典)>을 쓴 서사자들의 글씨체인 해서체로 명판본 특징이 비교적 잘 나타나 있다. 특히 권말에 선덕 정미(宣德丁未, 1427)년간에 변계량(卞季良, 1369∼1430)이 쓴 발문이 붙어있어 판본사적으로 중요한 의미가 있다.
이 책은 명나라에서 《성리대전》그리고 《사서·오경대전》과 함께 1419년에 명나라로부터 전래되었다. 조선의 세종대왕은 명나라 성조의 기증을 받은 동시에 이 책들을 국내에 널리 유포하기 위해서 경상감사 최부(崔府), 전라감사 심도원(沈道源), 강원감사 조정생(趙從生)에게 명하여 이를 판각해서 책판을 주자소로 올리게 하여 인출하게 하였다. 이러한 사실은 조선왕조실록에 보이며, 《성리대전서》와 《주역전의대전》등 권말에 변계량이 쓴 발문에 수록되어 있다. 현재 본문 내용에 훼손과 보사된 부분이 일부 보인다.
이 책은 조선시대 세종년간 한양의 주자소에서 인출되었다는 기록이 남아 있어 공간적인 역사성을 지니므로 서울시 유형문화재로 지정할 만한 가치가 있는 것으로 판단된다.

## 갤러리

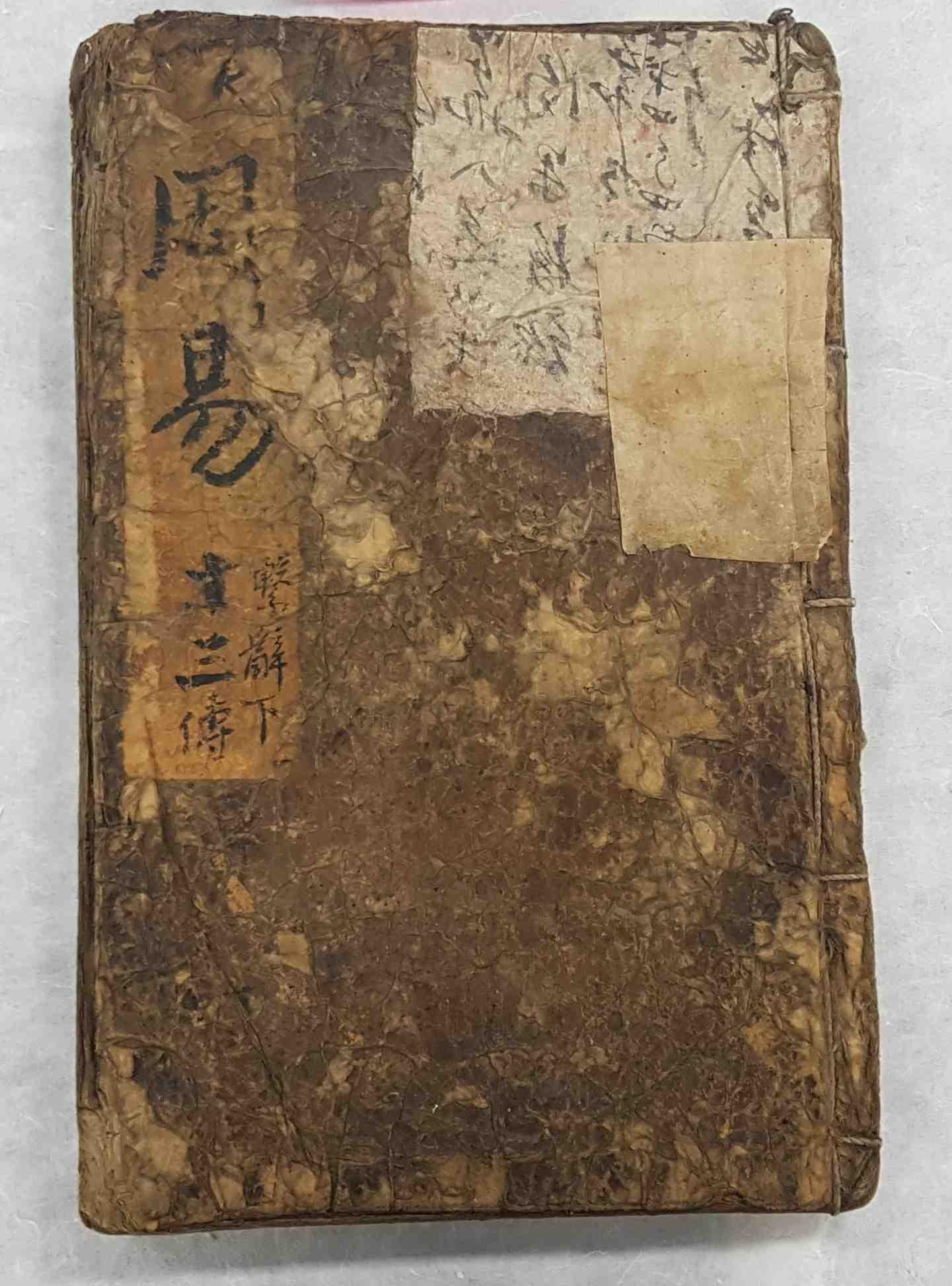
표지
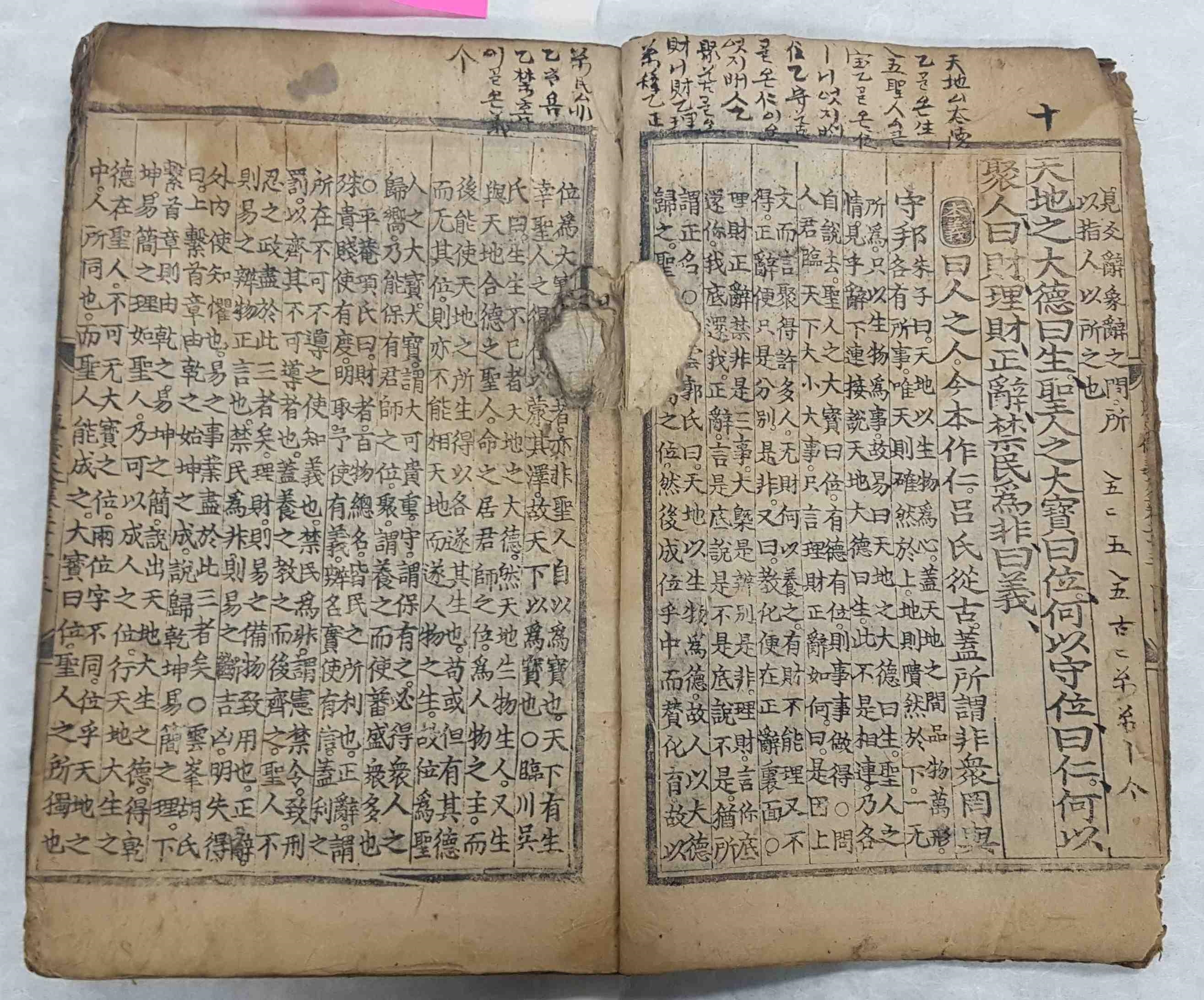
본문1
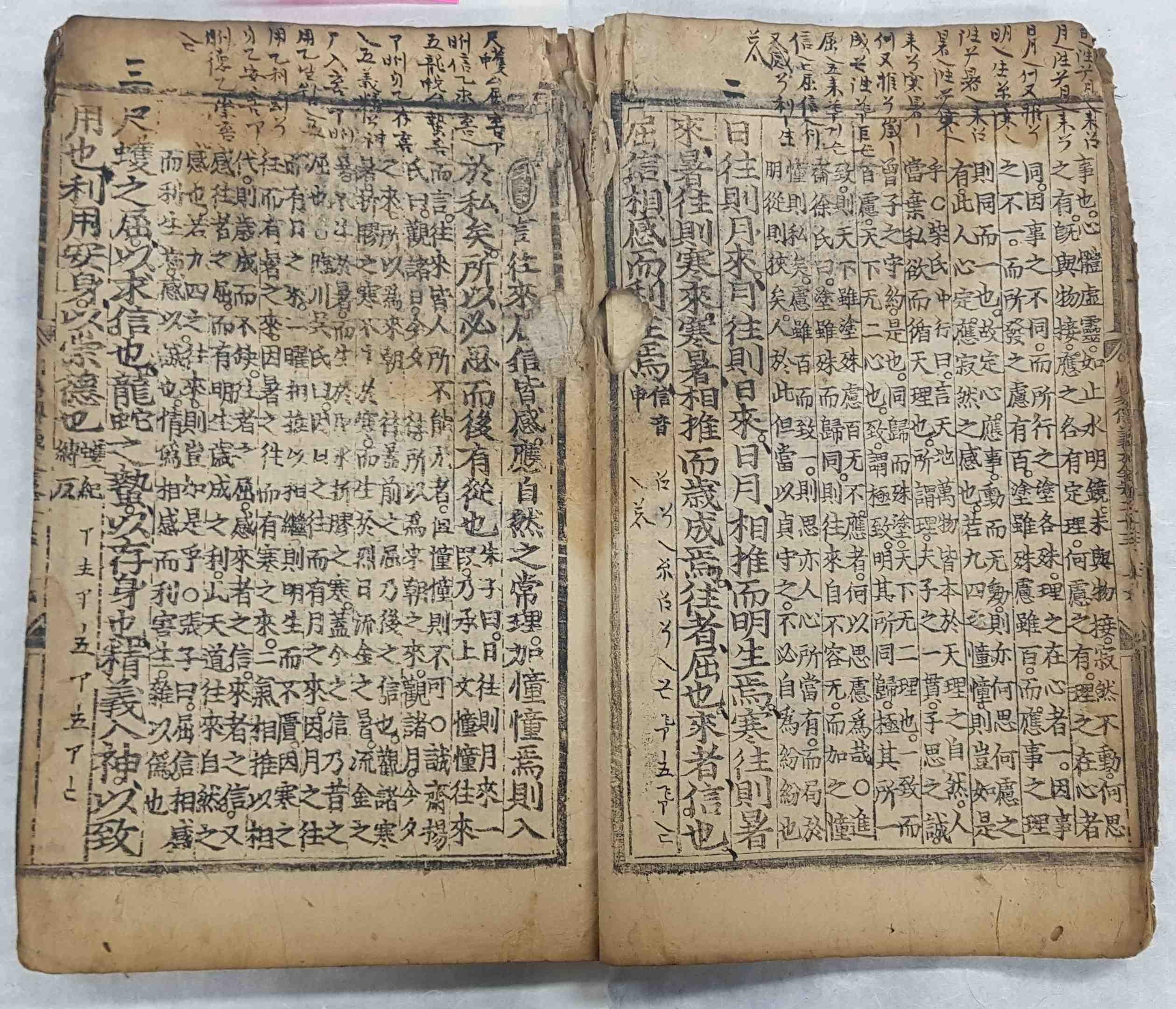
본문2
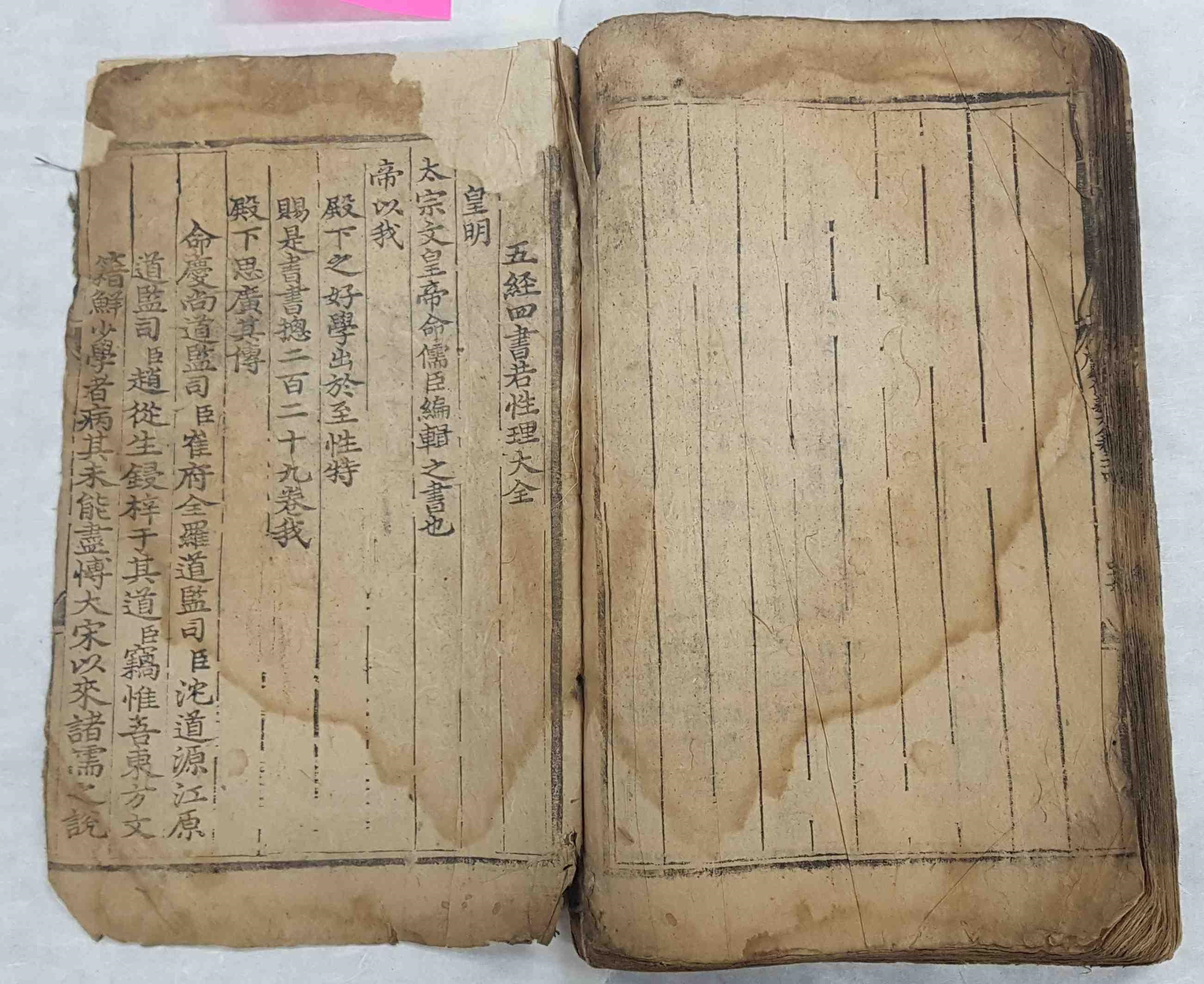
권말1
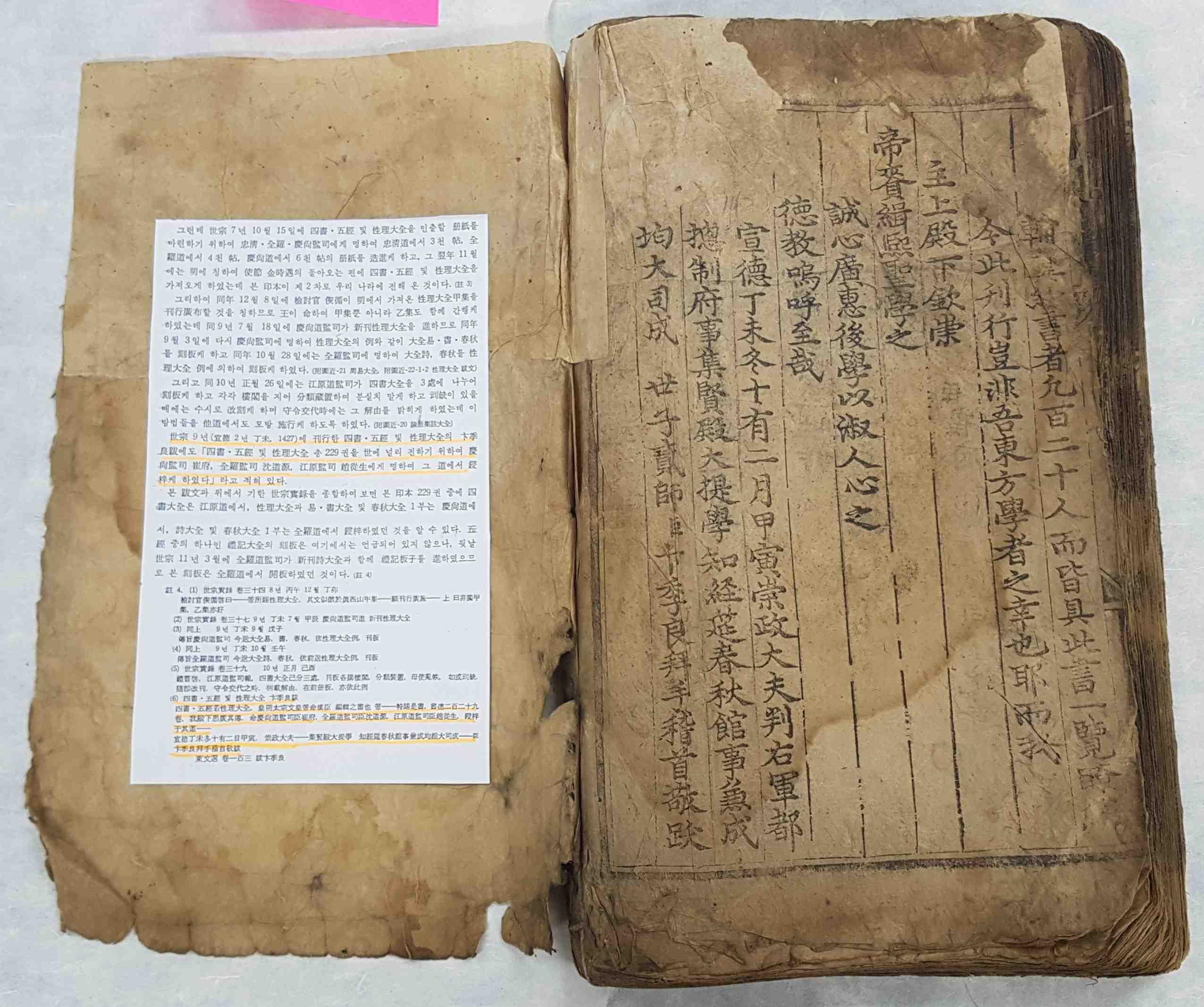
권말2

## 참고 문헌
- 주역전의대전 - 국가유산청 국가유산포털